# کریس مک‌دونالد
کریس مک‌دونالد (انگلیسی: Chris McDonald؛ زادهٔ ۱۴ اکتبر ۱۹۷۵) بازیکن فوتبال اهل بریتانیا است.
از باشگاه‌هایی که در آن بازی کرده‌است می‌توان به باشگاه فوتبال استوک سیتی، باشگاه فوتبال آرسنال، و باشگاه فوتبال هارتل پول یونایتد اشاره کرد.